# 火野捷子
火野捷子（日语：火野 カチ子，1943年1月10日—），日本女演員、配音員。出身於東京都。劇團浪曼劇場出身，Theatre Echo所屬。
丈夫納谷悟朗同樣從事演員、配音員。舊藝名火野 捷子（ひの しょうこ）、火野 。本名納谷 捷子（なや かちこ）。

## 演出
粗體字表示主要角色。

### 電視動畫
1977年
- 無敵飛天俠（海爾安潔拉）

1979年
- 巴黎的伊莎貝爾（日语：巴里のイザベル）（伊爾瑪）

1980年
- 凡爾賽玫瑰

1982年
- 阿波羅之女（雅典娜）

1983年
- 聖戰士鄧拜音（露莎·魯夫特、陶德·基尼斯的母親）

1985年
- 搞怪拍檔（夏儂）

1987年
- 機甲戰記威龍（若葉葵）

1989年
- 亂馬½ 熱鬥篇（小春）

1991年
- 太陽勇者（老師）

1999年
- WILD ARMS ～Twilight Venom～（日语：ワイルドアームズ トワイライトヴェノム）（老奶奶）

2003年
- 妮嘉尋親記（安塞爾瑪）
- 奇諾之旅 -the Beautiful World-（大臣）

2004年
- [注 1]（大嬸）

2005年
- 英國戀物語艾瑪（女主人）
- 蟲師（しんらの祖母）

2009年
- 星際寶貝 ～神奇大冒險～（波尼）

### OVA
- New Story of Aura Battler DUNBINE（1988年，露莎·魯夫特）
- 氣質形而上 實在職業婦女講座（日语：気分は形而上）（1994年）
- 骷髏13 QUEEN BEE（1998年，帕梅拉）

### 外語配音

#### 電影
- 猛鬼街4：幽冥鬼手 ※東京電視台版。
- 完美的世界 ※影碟版。
- 紐約大地震（英语：Aftershock: Earthquake in New York） ※富士電視台版。
- 金牌接球員2（英语：Air Bud: Golden Receiver）（Natalya〈Nora Dunn〉）
- 異形2（醫療技師）※朝日電視台版[注 2]、（Corporal Ferro〈Colette Hiller〉）※VHS、DVD版。
- 狂風沙（英语：American Outlaws）（James兄弟的母親〈凱西·貝茲〉）
- 安妮皇室歷險記（英语：Annie: A Royal Adventure!）（Webb夫人、Charlotte）
- 48小時闖天關 ※影碟版。
- 81年代人生（英语：The April Fools）（Phyllis Brubaker〈Sally Kellerman〉）※電視播出版[注 3]。
- 江湖奇士續集（英语：Arizona Colt）（多洛雷斯）※TBS版。
- 無語問蒼天 ※影碟版。
- 絕地戰警（艾莉森·辛克萊〈瑪格·海根柏格〉）※影碟版。
- 熱力師奶（英语：The Banger Sisters）（拉維尼婭·“維尼”·金斯利〈蘇珊·莎蘭登〉）※Disney+版。
- 我愛貝克漢（Biji）
- 絕地奶霸（英语：Big Momma's House）（Paterson 2）
- 絕地奶霸2（Gallagher太太）
- 舞動人生（Sandra Wilkinson〈茱莉·華特絲〉）※BD版。
- 大放異彩（英语：Blow Dry）（Daisy〈Rosemary Harris〉）
- 賞金戀人：Ex檔案（英语：The Bounty Hunter (2010 film)）（Kitty Hurley〈克莉絲汀·巴倫絲基〉）
- 男孩別哭（Lana Tisdel的母親〈Jeannetta Arnette〉）
- 不屈不撓（英语：Bronco Billy）（Lorraine Running Water〈Sierra Pecheur〉）※朝日電視台版。
- 赤面煞星（英语：Catchfire） ※東京電視台版。
- 城市滑頭 ※VHS版。
- 燃眉追擊（珍·福勒〈貝莉塔·莫雷諾（英语：Belita Moreno）〉）※影碟版。
- 終極證人（克勞德特〈喬·哈維·艾倫（英语：Jo Harvey Allen）〉）※影碟版、朝日電視台版。
- 神祕約會（英语：Desperately Seeking Susan）
- 終極警探3（馬丁內斯校長）※富士電視台版。
- 怪傑變錯身（英语：Dr. Jekyll and Ms. Hyde）（Unterveldt太太〈Polly Bergen〉）※VHS版。
- 人間狗鎮（Ma Ginger〈羅蓮·比歌〉）
- 飲食男女（梁母〈歸亞蕾〉）
- 天堂邊緣（英语：The Edge of Heaven (film)）（Suzanne）
- 太平間的駝背者（英语：El jorobado de la Morgue）（Elke）※東京電視台版。
- 翡翠森林（英语：The Emerald Forest） ※朝日電視台版。
- 愛到最高點（英语：Everybody's All-American (film)）（達琳·基利〈薩瓦娜·史密斯·布徹爾（英语：Savannah Smith Boucher）〉）
- 叛國少年（英语：The Falcon and the Snowman）（Daulton Lee的母親〈Priscilla Pointer〉）※朝日電視台版。
- 扭轉奇蹟
- 致命的吸引力
- 大老婆俱樂部（布倫達·庫什曼〈貝蒂·米勒〉）
- 飛俠哥頓 ※日本電視台版。
- 人鬼情未了（女警）※影碟版。
- 奪命大反擊（英语：Gloria (1999 American film)）（Diane〈Cathy Moriarty〉）
- 油脂（McGee校長〈Eve Arden〉）※影碟版。
- 浪子回頭妙事多（英语：Gridlock'd）
- 人魔（Evelda Drumgo〈Hazelle Goodman〉）※影碟版。
- 哈利·波特：神秘的魔法石（Madam Rolanda Hooch〈Zoë Wanamaker〉）
- 挑戰者（凱特）
- 勇闖魔鬼城（英语：If Looks Could Kill (film)） ※VHS版。
- 偷穿高跟鞋（英语：In Her Shoes (film)）
- 翻譯風波
- 家有猩猩寶貝（英语：The Jennie Project）
- 紐澤西愛未眠（英语：Jersey Girl (2004 film)） ※DVD版。
- 浮塵女兒錄（英语：Kaleidoscope (1990 film)）（艾琳·米勒）※東京電視台版。
- 精靈也瘋狂（英语：Kazaam）（公爵夫人）
- 轟天炮（翠西·墨托〈達琳·洛芙〉）
- 新郎不是我（瓊〈凱薩琳·昆蘭〉）
- 我的天才寶貝（英语：Little Man Tate）（簡·格里爾森〈黛安·韋斯特〉）
- 糊塗福星闖倫敦（英语：The Man Who Knew Too Little）（中年女性）
- 抱得美人歸（英语：The Marrying Man）
- MIB星際戰警（Edelson太太）※影碟版。
- 我的小手指告訴我（英语：Mon petit doigt m'a dit...）（Rose Evangelista〈Geneviève Bujold〉）
- 月滿抱佳人（莫娜）※JAL機內上映版。
- 情聖保鏢（英语：My Father the Hero (1994 film)）（Megan Arnel〈Lauren Hutton〉）
- 兩盎司鉛（英语：My Name Is Pecos）（妮娜〈克里斯蒂娜·約薩尼〉）
- 白頭神探（英语：The Naked Gun）系列 
  - 脫線總動員：最後的恥辱 ※朝日電視台版。
  - 站在子彈上的男人 ※影碟版。
- 萘婭（法语：Néa）（朱迪絲）※東京電視台版。
- 小子難纏4（英语：The Next Karate Kid）（Louise）
- 英雄戰場（英语：Of Love and Shadows）（Beatriz〈Stefania Sandrelli〉）
- 孤雛淚 ※東京電視台版。
- 美國往事（佩吉）※朝日電視台版。
- 超越顛峰（英语：Over the Top (film)） ※TBS版。
- 樓下亡魂（英语：The People Under the Stairs）（家主之妻〈Wendy Robie〉）
- 非關女孩
- 最後單身派對（英语：Queens Logic）（Maria〈Kelly Bishop〉）※VHS版。
- 紅色小提琴（英语：The Red Violin）（Madame Leroux〈Monique Mercure〉）※DVD版。
- 機器戰警3（英语：RoboCop 3）（Bertha Washington〈CCH Pounder〉）※影碟版。
- 俄羅斯大廈（英语：The Russia House (film)）
- Scarecrow（英语：Scarecrow (2002 film)）（Melton老師）
- 飛碟襲擊（日语：センダー/超誘導体）（Gina Fairfax〈Dyan Cannon〉）
- 魔屋（英语：The Sentinel (1977 film)）（Miss Logan〈艾娃·加德納〉）
- 七宗罪（Gloud太太）※東京電視台版。
- 魅影魔星（英语：The Shadow (1994 film)） ※朝日電視台版。
- 枕邊不細語（英语：Sibling Rivalry (film)）（Iris Turner-Hunter〈嘉莉·費雪〉）
- 雙面女郎（英语：Single White Female） ※朝日電視台版。
- 與敵共眠（英语：Sleeping with the Enemy） ※影碟版。
- 煙（英语：Smoke (film)）（Aunt Em〈Michelle Hurst〉）
- 捍衛戰警2：喋血巡洋（Fran Fisher〈Connie Ray〉）※影碟版、（Debbie〈Colleen Camp〉）※富士電視台版。
- 酷貓妙探（英语：That Darn Cat (1997 film)）（Flint太太〈Dyan Cannon〉）※VHS版。
- 時光大盜（Kevin的母親）
- 老爸老媽愛出牆（英语：Town & Country (film)）（Eugenie Claybourne的母親〈Marian Seldes〉）
- 維加斯假日（英语：Vegas Vacation）（Mirage飯店受理人員〈Julia Sweeney〉）
- 樂透天（英语：Waking Ned）（Annie O'Shea〈Fionnula Flanagan〉）
- 心太羈（Lady Mount-Temple〈Judy Parfitt〉）※VHS版。

#### 電視影集
- 24（瑪莎·羅根（英语：Martha Logan）〈珍·史瑪特〉）
- 驚異傳奇（英语：Amazing Stories (1985 TV series)）（Sally〈Sharon Spelman〉）
- 大西洋帝國
- 逝者之證 (第2季)（Beverly Travers〈Khandi Alexander〉）
- 鐵證懸案 (第7季／The Final)
- 犯罪心理（Andrea、Gale的母親）
- 急診室的春天（第10季：Jenny、第12、15季：Pee）
- 閃電俠 (1990年電視影集) ※日本電視台版。
- 六人行（Estelle Leonard）
- 歡樂合唱團（Doris Sylvester〈Carol Burnett〉[2]）
- 實習醫生（Jane Burke）
- 守護伊人（英语：Hawthorne (TV series)）（Maureen）
- 搞笑一家親（羅文姬〈羅文姬〉）
- 金剛戰士Turbo（英语：Power Rangers Turbo）（母親D）
- 星艦前傳（V'Lar）
- 金裝律師（Joy McAfferty〈Susan Saint James〉）
- 一生兩次（英语：Twice in a Lifetime (TV series)）（Jael〈Diahann Carroll〉）
- 白宮風雲（Nancy McNally博士）
- X檔案（Dana Scully的母親）※影碟版。
  - X檔案2016

#### 動畫
- 愛酷一族（Tanya）
- 放牛吃草（Annie〈Ann Richards〉）
- 辛普森一家（Millicent、Bell 等）
- 超人（Mala）

#### 國產電影
- 骷髏13（日语：ゴルゴ13 (1973年の映画)）（Yvonne）

### 廣播劇
- （1978年，八千草文子）

### 舞台
- 表裏源內蛙合戰
- 二番街囚人
- 整形手術

## 腳註

## 外部連結
- 火野捷子｜Theatre Echo （日語）